# Droga wojewódzka 391
Die Droga wojewódzka 391 (DW 391) ist eine zehn Kilometer lange Droga wojewódzka (Woiwodschaftsstraße) in der polnischen Woiwodschaft Kujawien-Pommern, die die Droga krajowa 91 in Warlubie mit der Droga wojewódzka 372 in Grupa verbindet. Die Strecke liegt im Powiat Świecki.

## Streckenverlauf
Woiwodschaft Kujawien-Pommern, Powiat Świecki
-  Warlubie (Warlubien) (A 1, DK 91, DW 214, DW 217, DW 238)
- Bąkowo (Benkòwò)
- Rulewo
-  Grupa (Gruppe) (DW 272)